# Gornje Vinovo
Gornje Vinovo – wieś w Chorwacji, w żupanii szybenicko-knińskiej, w gminie Unešić. W 2011 roku liczyła 33 mieszkańców.